# Cottus tenuis
Cottus tenuis là một loài cá trong họ Cottidae. Đây là loài đặc hữu Hoa Kỳ.